# Амбан
Амбан (маньчжурськ. «чиновник високого стану», кит. 昂邦) — ряд службових посад у керівничому апараті династії Цін. Серед найвідоміших амбанів — генерал-губернатори, представники династії у регіонах особливого підпорядкування: Тибет, Цінхай, Сіньцзян та Монголія.